# Gasteruptiidae
I Gasteruptiidi (Gasteruptiidae Ashmead, 1900) sono una famiglia di imenotteri apocriti.

## Tassonomia
Comprende le seguenti sottofamiglie:
- Sottofamiglia Gasteruptiinae Ashmead, 1900
  - Gasteruption Latreille, 1796
  - Plutofoenus Kieffer, 1911
  - Spinolafoenus Macedo, 2009
  - Trilobitofoenus Macedo, 2009

- Sottofamiglia Baissinae Rasnitsyn, 1975 †
  - Humiryssus Lin, 1980 †
  - Manlaya Rasnitsyn, 1980 †
  - Mesepipolaea Zhang & Rasnitsyn, 2004 †
  - Tillywhimia Rasnitsyn and Jarzembowski, 1998 †

- Sottofamiglia Hyptiogastrinae Crosskey, 1953
  - Hyptiogaster Kieffer, 1903
  - Pseudofoenus Kieffer, 1902

- Sottofamiglia Kotujellitinae Rasnitsyn, 1975 †
  - Kotujellites Rasnitsyn, 1990 †
  - Kotujisca Rasnitsyn, 1991 †